# Таис (опера)
Таис (фр. Thaïs) — лирическая опера в трёх актах французского композитора Жюля Массне.
Французское либретто Луи Галле написано по мотивам одноимённого романа Анатоля Франса (1890). В основу либретто, как и романа Франса, положено легендарное житие Святой Таис Египетской.
Премьера состоялась 16 марта 1894 года в Париже в театре Опера Гарнье. Заглавная роль была написана Массне специально для американской певицы Сибиллы Сандерсон, которая и исполнила её на премьере. В 1898 году в Париже была исполнена вторая редакция оперы.
Партия Таис, также как и другая заглавная партия, написанная Массне специально для Сандерсон — Эсклармонда, очень сложна и требует виртуозного исполнения. Поэтому опера «Таис» достаточно редко попадает в репертуар театров. Отдельной известностью пользуется интермеццо из второго акта (так называемая «медитация» или «размышление») для скрипки соло и оркестра. Этот фрагмент часто исполняется отдельно и аранжирован для различных инструментов.

## Действующие лица
| Таис, куртизанка                                   | сопрано       |
| Атанаэль, отшельник                                | баритон       |
| Нициас, молодой философ                            | тенор         |
| Палемон, настоятель киновии                        | бас           |
| Альбина, настоятельница женского монастыря         | меццо-сопрано |
| Кробил, слуга Нициаса                              | сопрано       |
| Миртал, слуга Нициаса                              | меццо-сопрано |
| Монахи, комедианты, философы, гости Нициаса, народ |               |

## Либретто

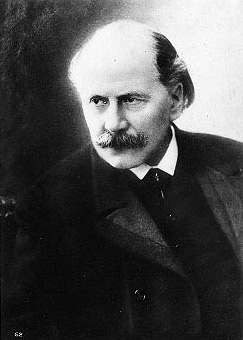
Жюль Массне

### Акт первый
Картина первая. Фиваида
Монахи-киновиты заняты своими повседневными делами. Палемон отдает распоряжения. Среди них выделяется молодой монах Атанаэль. Он побывал в Александрии и видел там на сцене выступление знаменитой куртизанки и танцовщицы Таис. Он знал её раньше. Тогда она была совсем другой — скромной и простой девушкой. Атанаэль хочет убедить Таис бросить порочную жизнь. Палемон поддерживает его в этом. Монахи расходятся, а Атанаэль засыпает. Во сне ему является Таис, которая танцует в образе обольстительной Венеры. Проснувшись, Атанаэль решает немедленно вернуться в Александрию, чтобы вернуть распутницу на честный путь. Палемон благословляет его.
Картина вторая. Терраса особняка Таис в Александрии
Атанаэль пытается проникнуть во дворец Таис, но дворецкий прогоняет его. В это время в сопровождении двух прислужников появляется Нициас, старый друг Атанаэля. Атанаэль посвящает Нициаса в свои планы, тот лишь высмеивает его. Нициас сам один из любовников Таис и весело проводит время в её доме. Монах стоит на своем — он хочет наставить Таис на путь истины. Нициас соглашается ему помочь, он приказывает своим слугам переодеть Атанаэля в богатое платье и проводит во дворец как своего приятеля — богатого чужестранца. На террасе дворца собираются гости — комедианты и философы, они восхваляют Таис и её искусство. Выходит Таис. Нициас представляет ей Атанаэля, как иноземного купца. Таис удивлена необычной серьёзностью гостя. Атанаэль говорит, что пришёл спасти её от греха, указать путь к будущей счастливой жизни. Таис смеется — будущее её не интересует, она живёт настоящим. Однако незнакомец кажется ей интересным, и Таис приглашает его зайти на следующий день.

### Акт второй
Картина первая. В покоях Таис

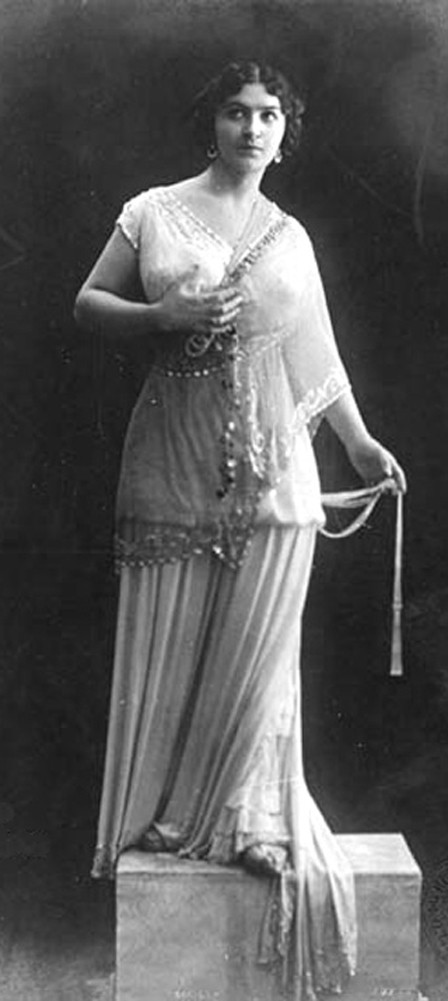
Мария Кузнецова-Бенуа в роли Таис (1909)

Таис размышляет о своей жизни. Она пытается обмануть себя, говоря, что счастлива, но видно, что поверхностная, полная праздных удовольствий, жизнь её уже не удовлетворяет. Входит Атанаэль. Он ещё раз убеждает куртизанку расстаться со своим греховным прошлым, покаяться и посвятить себя праведной жизни, грозит гневом Господа. Таис напугана — таких слов она ещё не слышала ни от кого. Атанаэль видит, что его проповедь произвела впечатление на Таис, но с ужасом убеждается, что и его красота Таис не оставила равнодушным, тем более, что в юности он был в неё влюблен. В это время с улицы доносится голос Нициса, он зовет её на веселый ночной пир. Таис отказывает Ницису, но просит уйти и Атанаэля. Она должна подумать о своем будущем. Звучит знаменитый инструментальный фрагмент «Медитация Таис».
Картина вторая. Терраса особняка Таис
Ранним утром Атанаэль пришёл узнать решение Таис. После ночи размышлений та приняла решение порвать с прошлой жизнью. Переодетая в скромное платье Таис покидает свой дом. Она готова раздать свои богатства и следовать за Атанаэлем. Желая удостовериться в искренности обращения Таис, Атанаэль требует, чтобы она оставила все свои драгоценности, которые собиралась взять с собой. Таис согласна. В это время с ночного праздника возвращается Нициас с друзьями. Куртизанки и танцовщицы устраивают откровенную пляску прямо на улице. Заметив Таис, гуляки пытаются привлечь и её к своему веселью. Атанаэль обличает их в распутстве, грозит вечной погибелью и поджигает дворец Таис. Толпа хочет наброситься на Атанаэля и убить его. Нициас, чтобы выручить друга, бросает на землю золотые монеты. Толпа алчно бросается подбирать деньги. Воспользовавшись этим, Атанаэль и Таис убегают.

### Акт третий
Картина первая. Оазис. Монастырь Белых Сестёр
Сюда Атанаэль привёл обращённую им Таис. Таис хочет остаться с Атанаэлем, но они должны разлучиться. Атанаэль возвращается в киновию, а Таис он поручает заботам настоятельницы женского монастыря Альбины.
Картина вторая. Фиваида
Монахи продолжают заниматься своими делами. Только Атанаэль не находит себе места. Он понял, что его поступками руководило не желание обратить Таис к Богу, а земная любовь к ней. Палемон советует ему молиться. Атанаэль засыпает. Ему снится Таис в образе монахини, которая умирает от тоски и любви к нему. В ужасе Атанаэль просыпается. Он не знает, что ему делать.
Картина третья. Оазис. Монастырь Белых Сестёр
Измученный страхом за жизнь Таис и своей любовью к ней Атанаэль пришёл в Монастырь Белых Сестёр. Альбина подтверждает его опасения — Таис действительно при смерти. Она решила посвятить себя Богу и отрешилась от всего земного. Атанаэль бросается к постели Таис. Он готов бросить монастырь, обещает ей свою любовь и земное счастье. Но Таис нужна жизнь с Богом. Она думает о Небе, смерть её не страшит, это желанное освобождение от тягот земной жизни. Таис умирает. Атанаэль, сражённый горем, рыдает у её ложа.